# Tyrese Haliburton
Tyrese John Haliburton, né le 29 février 2000 à Oshkosh dans le Wisconsin, est un joueur américain de basket-ball évoluant au poste de meneur. Choisi en douzième position de la draft 2020 de la NBA par les Kings de Sacramento, il évolue ensuite avec les Pacers de l'Indiana. Avec la sélection américaine, il remporte la médaille d'or aux Jeux olympiques 2024.

## Biographie

### Kings de Sacramento (2020-2022)
Il passe deux saisons à l'université avec les Cyclones d'Iowa State avant de se présenter à la draft 2020 où il est attendu parmi les dix premiers choix. Il est sélectionné en 12e place par les Kings de Sacramento.

### Pacers de l'Indiana (depuis 2022)
En février 2022, Tyrese Haliburton est envoyé aux Pacers de l'Indiana avec Buddy Hield et Tristan Thompson contre Domantas Sabonis, Jeremy Lamb et Justin Holiday.
En juillet 2023, il signe une extension de contrat de 260 millions de dollars sur cinq ans avec les Pacers.
Les Pacers atteignent les Finales NBA 2025 mais perdent en sept manches face au Thunder d'Oklahoma City. Lors de la dernière rencontre, Haliburton se rompt le tendon d'achille de la jambe droite. Il est opéré peu après mais sa convalescence doit lui faire manquer l'intégralité de la saison 2025-2026.

## Palmarès

### Universitaire
- Second-team All-Big 12 en 2020

### NBA
- 2 sélections au NBA All-Star Game en 2023 et 2024.
- 2 fois All-NBA Third Team en 2024 et 2025.
- NBA All-Rookie First Team en 2021.
- Vainqueur du Skills Challenge lors du NBA All-Star Week-end 2024.
- All-Tournament Team 2023[5].
- Vainqueur de la conférence Est en 2025 avec les Indiana Pacers
- Meilleur passeur NBA avec une moyenne de 10.9 en 2024.

### Sélection nationale
- Médaille d'or aux Jeux olympiques 2024

## Statistiques

### Universitaires
Les statistiques de Tyrese Haliburton en matchs universitaires sont les suivantes :
| Saison    | Équipe     | Matchs | Titul. | Min./m | % Tir | % 3pts | % LF | Rbds/m. | Pass/m. | Int/m. | Ctr/m. | Pts/m. |
| --------- | ---------- | ------ | ------ | ------ | ----- | ------ | ---- | ------- | ------- | ------ | ------ | ------ |
| 2018-2019 | Iowa State | 35     | 34     | 33,2   | 51,5  | 43,4   | 69,2 | 3,40    | 3,60    | 1,50   | 0,90   | 6,80   |
| 2019-2020 | Iowa State | 22     | 22     | 36,7   | 50,4  | 41,9   | 82,2 | 5,90    | 6,50    | 2,50   | 0,70   | 15,20  |
| Carrière  | Carrière   | 57     | 56     | 34,6   | 50,9  | 42,6   | 77,5 | 4,40    | 4,70    | 1,90   | 0,80   | 10,10  |

### Professionnelles

#### Saison régulière
Légende :
| Leader de la ligue |

| Saison        | Équipe        | Matchs | Titul. | Min./m | % Tir | % 3pts | % LF | Rbds/m. | Pass/m. | Int/m. | Ctr/m. | Pts/m. |
| ------------- | ------------- | ------ | ------ | ------ | ----- | ------ | ---- | ------- | ------- | ------ | ------ | ------ |
| 2020-2021     | Sacramento    | 58     | 20     | 30,1   | 47,2  | 40,9   | 85,7 | 2,98    | 5,33    | 1,33   | 0,48   | 12,98  |
| 2021-2022     | Sacramento    | 51     | 51     | 34,5   | 45,7  | 41,3   | 83,7 | 3,90    | 7,43    | 1,69   | 0,67   | 14,25  |
| 2021-2022     | Indiana       | 26     | 26     | 36,1   | 50,2  | 41,6   | 84,9 | 4,31    | 9,58    | 1,85   | 0,58   | 17,46  |
| 2022-2023     | Indiana       | 56     | 56     | 33,6   | 49,0  | 40,0   | 87,1 | 3,66    | 10,45   | 1,63   | 0,45   | 20,71  |
| 2023-2024     | Indiana       | 69     | 68     | 32,2   | 47,7  | 36,4   | 85,5 | 3,93    | 10,90   | 1,20   | 0,70   | 20,13  |
| 2024-2025     | Indiana       | 73     | 73     | 33,6   | 47,3  | 38,8   | 85,1 | 3,53    | 9,22    | 1,44   | 0,67   | 18,2   |
| Carrière      | Carrière      | 333    | 294    | 33,0   | 47,7  | 39,2   | 85,5 | 3,66    | 8,85    | 1,47   | 0,60   | 17,54  |
| All-Star Game | All-Star Game | 2      | 1      | 20,5   | 75,0  | 70,0   | –    | 4,00    | 4,50    | 0,00   | 0,00   | 25,00  |

#### Playoffs
| Saison   | Équipe   | Matchs | Titul. | Min./m | % Tir | % 3pts | % LF | Rbds/m. | Pass/m. | Int/m. | Ctr/m. | Pts/m. |
| -------- | -------- | ------ | ------ | ------ | ----- | ------ | ---- | ------- | ------- | ------ | ------ | ------ |
| 2024     | Indiana  | 15     | 15     | 34,8   | 48,8  | 37,9   | 85,0 | 4,80    | 8,20    | 1,30   | 0,70   | 18,70  |
| 2025     | Indiana  | 23     | 23     | 33,6   | 46,3  | 34,0   | 82,8 | 5,3     | 8,6     | 1,30   | 0,70   | 17,3   |
| Carrière | Carrière | 38     | 38     | 34,1   | 47,4  | 35,8   | 83,3 | 5,1     | 8,40    | 1,30   | 0,70   | 17,9   |

## Records sur une rencontre en NBA
Les records personnels de Tyrese Haliburton en NBA sont les suivants, :
| Record de la franchise |

| Type de statistique        | Saison régulière | Saison régulière                  | Saison régulière | Playoffs | Playoffs             | Playoffs      |
| Type de statistique        | Record           | Adversaire                        | Date             | Record   | Adversaire           | Date          |
| -------------------------- | ---------------- | --------------------------------- | ---------------- | -------- | -------------------- | ------------- |
| Points                     | 44               | @ Heat de Miami                   | 30 novembre 2023 | 35       | Knicks de New York   | 10 mai 2024   |
| Paniers marqués            | 15               | @ Heat de Miami                   | 30 novembre 2023 | 14       | Knicks de New York   | 10 mai 2024   |
| Paniers tentés             | 28               | @ Heat de Miami                   | 30 novembre 2023 | 26       | Knicks de New York   | 10 mai 2024   |
| Paniers à 3 points réussis | 10               | @ Heat de Miami                   | 23 décembre 2022 | 7        | @ Knicks de New York | 8 mai 2024    |
| Paniers à 3 points tentés  | 18               | Pelicans de La Nouvelle-Orléans   | 25 novembre 2024 | 16       | Knicks de New York   | 10 mai 2024   |
| Lancers francs réussis     | 12               | @ Mavericks de Dallas             | 28 février 2023  | 5        | 2 fois               | 2 fois        |
| Lancers francs tentés      | 15               | @ Mavericks de Dallas             | 28 février 2023  | 6        | 2 fois               | 2 fois        |
| Rebonds offensifs          | 4                | Bulls de Chicago                  | 6 janvier 2021   | 5        | Bucks de Milwaukee   | 26 avril 2024 |
| Rebonds défensifs          | 9                | Heat de Miami                     | 4 novembre 2022  | 12       | Knicks de New York   | 27 mai 2025   |
| Rebonds totaux             | 11               | @ Pelicans de La Nouvelle-Orléans | 1er février 2021 | 12       | Knicks de New York   | 27 mai 2025   |
| Passes décisives           | 23               | Knicks de New York                | 31 décembre 2023 | 16       | Bucks de Milwaukee   | 26 avril 2024 |
| Interceptions              | 6                | Wizards de Washington             | 14 avril 2021    | 4        | 2 fois               | 2 fois        |
| Contres                    | 4                | Knicks de New York                | 22 janvier 2021  | 2        | 2 fois               | 2 fois        |
| Balles perdues             | 7                | 5 fois                            | 5 fois           | 4        | Bucks de Milwaukee   | 26 avril 2024 |
| Minutes jouées             | 47               | @ Lakers de Los Angeles           | 26 novembre 2021 | 46       | Bucks de Milwaukee   | 26 avril 2024 |

- Double-double : 152 (dont 15 en playoffs)
- Triple-double : 3 (dont 2 en playoffs)

Dernière mise à jour : 11 juin 2025

## Salaires
Les gains de Tyrese Haliburton en NBA sont les suivants :
| Saison      | Équipe      | Salaire      |
| ----------- | ----------- | ------------ |
| 2020-2021   | Sacramento  | 3 831 840 $  |
| 2021-2022   | Indiana     | 4 023 600 $  |
| 2022-2023   | Indiana     | 4 215 120 $  |
| 2023-2024   | Indiana     | 5 808 435 $  |
| Total Gains | Total Gains | 17 878 995 $ |
| 2024-2025   | Indiana     | 42 176 400 $ |
| 2025-2026   | Indiana     | 45 550 512 $ |
| 2026-2027   | Indiana     | 48 924 624 $ |
| 2027-2028   | Indiana     | 52 298 736 $ |
| 2028-2029   | Indiana     | 55 672 848 $ |